# Russos
Russos (em russo: русские, russkiye) são um grupo étnico eslavo oriental nativo da Europa Oriental. A maioria dos russos habitam o Estado-nação da Rússia, enquanto existem outras minorias notáveis em outros estados soviéticos anteriores, como a Bielorrússia, o Cazaquistão, a Ucrânia e os países bálticos. Os russos étnicos compõem cerca de 80% da população da Rússia (ou seja, os russos plenos - não apenas os russificados culturalmente). Eles também  são o grupo étnico mais numeroso da Europa.

## População
Os russos são o mais numeroso grupo étnico da Europa e um dos maiores do mundo, com uma população de cerca de 143,2 milhões de pessoas em todo o mundo. Aproximadamente 116 milhões de russos étnicos vivem na Rússia e cerca de vinte milhões moram nos países vizinhos. Um número relativamente significante de russos, cerca de três milhões, vive em outras partes do mundo, a maioria na América e Europa Ocidental, mas também em outros lugares como a Europa Oriental e a Ásia entre outros.

## Religião
Os russos são predominantemente cristãos ortodoxos. Mais especificamente, a grande maioria pertence à Igreja Ortodoxa Russa, que representou uma importante função no desenvolvimento da identidade nacional russa. Alguns russos pertencem a um grupo cismático de ortodoxos que rejeitaram as reformas litúrgicas introduzidas no século XVII.
Apesar do contínuo crescimento dos costumes religiosos desde os tempos soviéticos, as taxas de comparecimento às igrejas é relativamente baixa.
Além da ortodoxia, o budismo, o judaísmo e o islamismo gozam de status especial na Rússia, embora essas religiões sejam praticadas amplamente por minorias não russas.

## Russos fora da Rússia
A grande diáspora étnica russa se deu para os antigos estados soviéticos como Ucrânia (cerca de 8,5 milhões), Cazaquistão (cerca de cinco milhões), estados bálticos (cerca de 2 milhões), Bielorrússia (cerca de meio milhão), Uzbequistão (cerca de 1 milhão), Quirguistão (cerca de 605 mil) e Moldávia (cerca de 20 mil). Há também pequenas comunidades russas nos Bálcãs, em nações da Europa Central e Oriental, assim como na China e América Latina.
Embora não estando entre os maiores grupos imigrantes, um número significativo de russos emigraram para o Brasil, Nigeria e Estados Unidos. Brighton Beach, no bairro nova-iorquino do Brooklin, é um exemplo de uma comunidade de imigrantes recentes russos.
Ao mesmo tempo, muitos russos étnicos dos antigos territórios soviéticos tem emigrado para a Rússia a partir de 1990. Muitos deles se tornaram refugiados dos vários estados da Ásia Central e do Cáucaso (como também da república separatista da Chechênia), forçados a fugir das políticas de intranquilidade e hostilidades contra os russos.
Após o colapso da União Soviética em 1991, alguns russos étnicos reclamaram de discriminação nos novos países independentes, que antes formavam a União Soviética. O governo da Letônia, que possui uma grande quantidade de russos em seu território, respondeu a essas declarações dizendo que a maior parte dos russos étnicos ou seus ancestrais chegaram como parte da colonização soviética e deliberada russificação que mudou o equilíbrio étnico no país. Deveria ser notado, no entanto, que entre os muitos russos que chegaram durante a era soviética o fizeram por razões econômicas, ou em alguns casos, porque foi ordenado que eles se deslocassem.
Alinhado com esse pensamento, no período pós-independência de Letônia e Estônia, muitos russos bálticos (tecnicamente, qualquer um daqueles que chegaram após a primeira ocupação soviética em 1940 e seus descendentes) não garantiram cidadania automática, mas foram os primeiros a solicitar teste de conhecimento das língua nacional, como também conhecimento da história do país e de seus costumes. O assunto da língua é ainda contencioso, particularmente na Letônia, onde os russos étnicos têm protestado contra programas que exigem que 70% das escolas ensinem na língua nacional no lugar do russo. (Na Lituânia, onde o número de russos étnicos era de 10 a 30% da população, a cidadania foi garantida automaticamente).
Ainda que aceitando a necessidade de correção das políticas do período soviético, a União Europeia e o Conselho da Europa, assim como o governo russo, expressaram preocupação durante a década de 1990 com relação aos direitos das minorias em vários países, mais notadamente nos países bálticos. Na Moldávia, a região controlada pelos russos étnicos da Transnístria se desligou do controle do governo temendo que o país em pouco tempo seja reunificado à Romênia.

### Russos chineses
Os russos (俄罗斯族) são um dos 56 grupos étnicos oficialmente reconhecidos pela República Popular da China. Há aproximadamente 14 963 russos asiáticos vivendo em sua maioria no norte de Xinjiang, e também na Mongólia Interior e em Heilongjiang.

## Surgimento da etnia russa
Os russos começaram a ser reconhecidos como um grupo étnico distinto no século XV, quando eram conhecidos como russos moscovitas, durante a consolidação da Moscóvia como potência regional. A distinção deles do antigo povo rus', e das populações ocidentais que se tornaram os modernos bielorrussos e ucranianos.
Alguns etnólogos sustentam que os russos eram um grupo eslavo distinto mesmo antes da época da Rus de Kievan. Outros acreditam que a característica distintiva dos russos não é antes de mais nada sua separação dos rus ocidentais, mas que os russos são a mistura de eslavos orientais com tribos não eslavas. No entanto, a origem dos povos eslavos é um assunto onde não há consenso.